# 哈士奇體育場
哈士奇體育場（英語：Husky Stadium），美國華盛頓州西雅圖的戶外足球運動場，位於華盛頓大學校園內。自1920年落成後，就被當成華盛頓哈士奇隊在太平洋十二校聯盟比賽時的主場，在此舉行美式足球比賽。
從哈士奇體育場，可以遠望到華盛頓湖，以及喀斯開山脈，也可以看到瑞尼爾山。

## 歷史
哈士奇體育場，最早落成於1920年，座位數30,000個。